# 東淵江
世界＞アジア＞東アジア＞日本国＞関東地方＞東京都＞足立区＞東渕江
東渕江（ひがしふちえ）とは、東京都足立区南東部の地域。現在は行政上の区分ではない。現在の大谷田、佐野、東和、中川、東綾瀬に相当する。なお、記事タイトルの「東淵江」という表記は慣用的なものであり、「東渕江」という表記も存在する。公文書や地図を紐解いてみても、これら両者の表記が乱立しており統一がなされていない。以下、この記事では記事タイトルに合わせ、便宜的に「東淵江」の表記を用いる。

## 概要
東淵江という地名はそれほど古くなく、歴史上「東淵江」の名称が登場するのは江戸時代初期頃である。それまでは「淵江」という地域の一部であり、その後「淵江領」に編成された。淵江領は江戸幕府の直轄領であり、領内には多くの将軍家ご用達の鷹場が設けられていた。
1641年（寛政18年）に現在の足立区を東西に分断するようにして南北に綾瀬川が開削されると、淵江領はこの綾瀬川（別名「新川」）を境にして、「新川東」と「新川西」の村々に分けられたという。その後1842年（天保13年）に「東淵江筋」の名称が登場し、その後「東淵江」という呼称が一般化したようである。
1867年に江戸幕府が倒れ明治が始まり行政区画の整理が始まると、「東淵江」の名称は1889年（明治22年）に誕生する「東淵江村」に受け継がれた。東淵江村は1932年（昭和7年）に廃止され消滅するが、「東淵江」の名称は、現在でも足立区立郷土博物館のある東淵江庭園と、その前を流れる葛西用水親水水路に架かる東淵江橋、そして足立区立東渕江小学校に残されている（これらの施設では「淵」および「渕」の両方の表記が公式資料で混在的に用いられている）。

## 歴史

### 戦国時代以前
五、六千年前まで奥東京湾が関東地方中部に深く入り込んでいた頃、「東淵江」の地域も例外なく遠浅の海の底に沈んでいた。その後の海退と河川の土砂堆積で現在の地形が形成されたが、この辺りは利根川の自然堤防の後背湿地に位置し、水利条件はとても悪く、この辺りに進出してきた人々も、当初は自然堤防上の微高地に定住し畑作を営み、内陸の開発は遅れていたと推測される。

### 江戸時代
江戸時代以前は人々は古利根川（現・中川）の自然堤防上で細々と畑作を行っている程度で、とても内陸の後背湿地の開発まで手が回らなかったが、1590年（天正18年）の徳川氏の関東入国からにわかに東淵江の開発が活気づいた。
上述したようにこの地は幕府の直轄領であったので、当然幕府の代官が支配した。東淵江を最初に統治したのは、利根川沿岸で新田十万石を開拓したとされる関東郡代の伊奈忠治である。
1593年（文禄11年）には佐野氏によって佐野新田（さのしんでん、現：佐野1・2丁目）が開かれ、1596年 - 1615年（慶長年間）には長右衛門新田（ちょうえもんしんでん、現：中川1-3丁目）に伊奈忠次の開発許可が下ろされた。大谷田村（おおやたむら、現：大谷田1-5丁目・中川3-5丁目）が開かれたのもこの頃と推測されるが、1616年（元和2年）に伊奈半十郎忠治から開発許可状が出されたのが、記録上最初の登場となる。北三谷村（きたさんやむら、現・東綾瀬・東和）の河合平内に伊奈忠治から開発許可が出されたのも、この頃1614年（慶長19年）のことである。蒲原村（かばらむら、現：東和3・4丁目）の開発開始がいつ頃か詳細は分からないが、やはり江戸時代初期の1649年（慶安2年）以前には始まっていたと推測されている。
現在の東淵江地域の原型はこの頃までに成立した。

### 明治時代
東淵江は明治維新以後、小菅県への編入や大区小区制で名称を奪われたりと、せわしない変遷を経てようやく1889年（明治22年）の市制町村制の施行で大谷田村、佐野新田、長右衛門新田、蒲原村、北三谷村、普賢寺村の6箇村を統合して、東京府南足立郡東渕江村となった。村役場は村の中央付近に設けられた。ここには現在、足立消防署大谷田出張所の道路向かい側に立つ石碑がかつての場所を示している（東和5丁目6付近）。東淵江村はその土壌と都心への近さから東京近郊農業として蔬菜類の生産と販売に力を注ぎ、大きな利益を上げたという。

### 戦前期
1932年（昭和7年）に東京市制が開始され、東淵江村は消滅した。

### 現在
現在「東淵江」の名称は足立区立郷土博物館のある東淵江庭園と、その前を流れる葛西用水親水水路に架かる東淵江橋、そして足立区立東淵江小学校に残されている。また、東武バスセントラルが営業する路線バスに「東淵江庭園」という停留所がある。

## 産業

### 農業
東淵江の地勢は利根川・隅田川の自然堤防と、その後背湿地から形成されている。そのため、田はすべて荒木田とよばれる真土で構成されていた。上述のように東淵江一帯は極めて水利条件が悪く、水を引き込むのは楽でも、その水を排水するのは困難であった。そこで東淵江では、畑作の野菜栽培に力を注いだ。1922年（大正元年）の農業生産額のうち、実に77.5%が蔬菜類であることからも、東淵江の東京近郊農業の特徴が読み取れる。主な販売用蔬菜生産品は漬菜、ねぎ、なす、きゅうり、かぶら、しろうり、ジャガイモ、大根、小豆、里芋、大豆、枝豆、馬鈴薯、蓮根、みつばせり、青菜、小松菜など、25種類を栽培していた。生産された作物はリヤカーや大八車で千住市場へ運ばれた。
戦後、農業の効率化と無秩序な市街地化を防ぐために土地の改良工事が行われたりしたが、周辺の市街地化の進展と区画整理事業が行われると、多くの農家が農業をやめた。急速に宅地化が進んだ東淵江は農村としての性格を失い、現在では住宅地の中に小さな畑地や、区立の農業公園が残るのみである。
東淵江ではイチゴの栽培も行われていた。これは1922年に鴨下喜助（かもした きすけ）なる人物がイチゴ栽培に成功したのを契機に、岡田新右衛門（おかだ しんえもん）を中心にして東淵江村にも広まったものであるという。栽培品種はフランス産の「ゼネラルシャンジー」で、福羽逸人（ふくば はやと）博士が栽培方法を研究したことから「福羽苺（ふくばいちご）」と呼ばれた。1930年（昭和5年）には東淵江温室苺出荷組合が組織され、試行錯誤の末に商品化され、銀座方面へ出荷された。商品価値の極めて高かった東淵江産の「福羽苺」は、当時の天皇・皇后にも献上された。しかし、都市化の波の中で1935年（昭和10年）頃より栽培されなくなった。

### 工業

#### 瓦製造業
利根川の氾濫原野に位置していた東淵江には、瓦や煉瓦に向いた良質な原土が採集できた。これにより1909年（明治42年）頃から、中川沿岸で瓦製造が始められた。その後瓦産業は興隆し、1926年（大正15年）には中川沿岸を中心に、東淵江全体で14軒の瓦製造業者が操業していたという。
しかし、日中戦争や太平洋戦争が始まると、戦時統制や日立工場の拡大による用地買収などで瓦製造業は中断を余儀なくされ、戦後は建築様式の変化などから瓦の需要も減ってしまった。近傍の原土も採り尽くしてしまい、遠方から輸送するため採算も取れなくなったことも重なり、戦後復興期のなかで多くの瓦製造業者が廃業した。最後まで操業していた「杉本鬼瓦店」2代目の尾本正一が、鬼瓦を初め特殊瓦を製造する技術を認められ、1982年（昭和57年）12月10日、足立区登録無形文化財の鬼瓦工芸技術保持者に指定されたが、1993年（平成5年）に廃業した。これにより、東淵江の瓦製造業の歴史は終焉した。
主な瓦製造業者は以下の通り。※現在これらの製瓦工場は存在しない。
- 尾本家（杉本鬼瓦店）

#### 煉瓦製造業
明治-大正時代になると、浅草の凌雲閣や東京駅に代表されるような煉瓦建築が広がった。1917年（大正7年）には金町製瓦株式会社が現在の中川5丁目に大谷田工場を建設した。これは良質な原土の荒木田が採集できたからである。操業開始した翌年に金町製瓦は日本煉瓦製造株式会社に併合され、大谷田工場も同社に引き継がれた。しかし、1923年（大正12年）の関東大震災（関東地震）で工場が倒壊し、さらに凌雲閣の崩壊から煉瓦建築の耐震性が疑問視され始め、1928年（昭和3年）をもって大谷田工場は操業を停止した。敷地は日立製作所に引き継がれた。
主な煉瓦製造工場は以下の通り。※現在これらの製煉瓦工場は存在しない。
- 日本煉瓦製造株式会社亀有工場
- 日本煉瓦製造株式会社大谷田工場

#### 製紙業
1912年（大正元年）に西羅艶紙工場（にしらつやかみこうじょう）が操業を開始したのが始まりである。この工場では王子製紙から購入した原料用紙を耐水加工し販売していた。1929年（昭和4年）には東渕江村の総生産の60%以上を占めるほど好況を呈した。1920年（大正9年）には現在の大谷田2丁目に松田製紙が工場を建設したが、操業を開始する前に大日本製紙に買収された。大日本製紙は1916年（大正5年）に中川工場の操業を開始していた。
主な製紙工場は以下の通り。※現在これらの製紙工場は存在しない。
- 西羅艶紙工場（中川二丁目）
- 大日本製紙株式会社中川工場（後の富士製紙中川工場）（大谷田二丁目）
- 大日本製紙株式会社大谷田工場（大谷田二丁目）
- 日本紙業株式会社東京工場（中川一丁目）

## 交通

### 鉄道
東淵江地域内に鉄道駅は存在しない。しかし近傍に複数の鉄道駅があることや、駅から比較的離れている地域でもバス路線が整備されている。
主な最寄り駅
- 東京メトロ

千代田線：北綾瀬駅、綾瀬駅
- 東日本旅客鉄道

常磐緩行線：綾瀬駅、亀有駅
- 首都圏新都市鉄道

つくばエクスプレス線：八潮駅、三郷中央駅（※三郷中央駅へは約8kmある）

### 道路・橋梁
- 東京都道318号環状七号線
- 東京都道307号王子金町江戸川線
- 東京都道314号言問大谷田線
- 東京都道467号千住新宿町線
- 都市計画道路
  - 補助第109号線
  - 補助第136号線
  - 補助第138号線
  - 補助第258号線
  - 補助第259号線
  - 補助第269号線
  - 補助第271号線
  - 補助第274号線
  - 補助第275号線
- 中川緑道
- 飯塚橋
- 東淵江橋

## 教育

### 現存しない教育機関
- 中谷尋常小学校（現・足立区立東渕江小学校に改編）
- 三谷尋常小学校（現・足立区立東渕江小学校に改編）

### 現存する教育機関
小学校
- 足立区立中川小学校
- 足立区立中川東小学校
- 足立区立長門小学校
- 足立区立大谷田小学校
- 足立区立東渕江小学校
- 足立区立北三谷小学校
- 足立区立東綾瀬小学校

中学校
- 足立区立第十二中学校
- 足立区立蒲原中学校

高等学校
- 東京都立足立東高等学校

## 主な河川
- 中川
- 古隅田川
- 葛西用水路
- 八か村落とし

## 域内地区
東淵江地域の現在の地区は以下の通り。
- 大谷田一・二・三・四・五丁目

東淵江の東部、足立区の東端に位置する。東西を中川と谷中、南北を東京都道318号環状七号線・東京都道307号王子金町江戸川線と佐野と接する。
- 佐野一・二丁目

東淵江の北部、足立区の東端に位置する。東西を中川と辰沼、南北を大谷田と六木と接する。
- 中川一・二・三・四・五丁目

東淵江の南東部、足立区の最東端に位置する。東西を中川と葛西用水路、南北を葛飾区亀有と東京都道307号王子金町江戸川線と接する。
- 東和一・二・三・四・五丁目

東淵江の南部、足立区の南端に位置する。東西を葛西用水路と東綾瀬・谷中、南北を葛飾区西亀有と東京都道318号環状七号線と接する。
- 東綾瀬一・二・三丁目

東淵江の西部、足立区の南端に位置する。東西を東和と綾瀬、南北を常磐線と谷中と接する。

## 参考資料
参考文献
- 『足立風土記稿　地区編7　東渕江』（足立区立郷土博物館）
- 『ブックレット　足立風土記7』（足立区教育委員会）
- 足立区立佐野図書館所蔵本
- 足立区立中央図書館所蔵本

ほか